# Croton alpinus
Espèce
Croton alpinus est une espèce de plantes à fleurs du genre Croton et de la famille des Euphorbiaceae, originaire du Viêt Nam.